# El asesino de los caprichos
El asesino de los caprichos es una película española de género policíaco estrenada el 18 de octubre de 2019, dirigida por Gerardo Herrero y protagonizada en los papeles principales por Maribel Verdú y Aura Garrido.

## Sinopsis
En pleno centro de Madrid, en el barrio de Salamanca, aparece una mujer muerta. El responsable de su asesinato se ha asegurado de replicar al detalle uno de Los caprichos de Goya. Esto hace que se reclute a la subinspectora Eva González para que acompañe a la experimentada inspectora Carmen Lobos durante las pesquisas para hallar nuevas pistas.
Sin embargo, el asesino consigue seguir con su juego poniendo en jaque a la policía y enfrentando a ambas mujeres. Mientras una opina que podría tratarse de algún tipo de crimen pasional, la otra ve indicios de lo que podría ser un asesino en serie. Pronto se confirman sus sospechas y comienza una persecución implacable.

## Reparto
- Maribel Verdú como Inspectora Carmen Cobos
- Aura Garrido como Subinspectora Eva González
- Roberto Álamo como Comisario Julián Vargas
- Daniel Grao como Adrián Iglesias
- Antonio Velázquez como Alberto
- Tamar Novas como Iván Santaolalla
- Ruth Gabriel como Alicia Márquez, Presidenta de la Comunidad de Madrid
- Ginés García Millán como Eduardo Gil
- Carmen Ruiz como Ginecóloga
- Laura Cepeda como Ana Mendieta
- Francisco Escribano como Ernesto Fraile
- Víctor Anciones como Julio Navarro
- Aitor Fernandino como Mateo
- Óscar Pastor como Santos
- Tony Madigan como Marchante
- Eduardo Aladro como Ricardo Morón